# Acer douglasense
Espèce
Classification phylogénétique
Acer douglasense est une espèce éteinte de plantes du genre Acer (érable) appartenant à la famille des Acéracées, dans l'ordre des Sapindales. L'espèce est connue uniquement à partir de feuilles datant du début de l'Éocène trouvées dans les sédiments du parc national et réserve de Katmai, sur l'île Kodiak en Alaska. C'est l'espèce-type de la section Douglasa aujourd'hui disparue.

## Localité type
L'espèce a été décrite à partir d'un groupe de feuilles fossilisées trouvées dans la Formation de West Foreland, qui fait partie du Groupe de Kenai. Les sédiments de la formation sont généralement des roches volcanoclastiques  datant du Paléocène supérieur à l'Éocène inférieur. A. douglasense n'a été trouvé que dans la tranche d'âge éocène.

## Historique et classement
Acer douglasense a été décrit à partir de plusieurs spécimens : l'holotype, (USNM 396006), et plusieurs paratypes. L'holotype et les paratypes sont conservés dans les collections paléobotaniques du Musée National d'Histoire Naturelle, de la Smithsonian Institution à Washington.
Les feuilles ont été étudiées par les paléobotanistes Jack A. Wolfe de l'United States Geological Survey, du bureau de Denver et Toshimasa Tanai de l'Université de Hokkaido. Wolfe et Tanai ont publié leur description en 1987 pour A. douglasense dans le Journal de la Faculté des Sciences de l'Université de Hokkaido. Le nom spécifique douglasense a été choisi en l'honneur de la localité type le cap Douglas. A. douglasense est la deuxième plus ancienne espèce connue du genre de l'érable, la plus ancienne étant A. alaskense de la Formation de Chickaloon et datant de la fin du Paléocène. Dans leur description, Wolfe et Tanai ont désigné A. douglasense comme le type et la seule espèce de la section Douglasa.

## Description
Les feuilles d’Acer douglasense ont une structure simple et une forme généralement ovale. Elles ont cinq lobes profondément marqués et la structure tertiaire des nervures est très semblable à celle de l'espèce moderne A. spicatum. Cependant les nervures secondaires sont une combinaison alternée de nervures bifurquées et de nervures craspédodromes. Cette combinaison ne se retrouve que dans l'espèce d'érable A.orbum du Miocène. Les genres actuels Cardiospermum et Serjania et le genre éteint Bohlenia ont aussi tendance à avoir ce type de nervures secondaires.